# 619

## Esdeveniments
- 23 de desembre - Roma: Bonifaci V és investit papa després d'onze mesos de la mort del seu predecessor Deodat I.
- Heraclea (Tràcia): L'emperador Heracli i el kan àvar tenen una reunió per pactar una treva i resulta ser una trampa per al primer, que aconsegueix escapar al darrer moment.
- Ravenna (Itàlia): Eleuteri, exarca de la regió, es proclama emperador romà i vol restablir la capital a Roma. De camí és assassinat pels seus soldats.
- Kanat dels Turcs Orientals: Hie-li succeeix Che-pi com a kan.
- Filipos (Macedònia): La ciutat és destruïda per un terratrèmol.
- Sevilla (Bètica): Se celebra el II Sínode de bisbes de la província, presidit per Isidor.

## Naixements
- Hijaz (Aràbia): Abd-Al·lah ibn Abbàs, savi musulmà, creador del tafsir. (m. 688)

## Necrològiques
- Itàlia: Eleuteri, exarca de Ravenna, autoproclamat emperador romà, assassinat.
- La Meca (Aràbia): Abu-Tàlib ibn Abd-al-Múttalib, oncle del profeta Mahoma.
- La Meca (Aràbia): Khadija bint Khuwàylid, primera esposa del profeta Mahoma.
- Kanat dels Turcs Orientals: Che-pi, kan.
- Alexandria (Egipte): Sant Joan de les Almoines, patriarca de la ciutat.